# Anežka Žaludová
Anežka Žaludová, rodným jménem Agnes Waddell, (22. července 1919 Kilwinning, Skotsko – 13. ledna 1999 Londýn) byla česká specialistka v managementu kvality, světově uznávaná osobnost (mj. čestná členka Evropské organizace pro kvalitu – EOQ), která se zasloužila o moderní chápání kvality (jakosti) v Československu. Byla uznávanou guru československého kvalitářského hnutí, měla klíčové zásluhy v České společnosti pro jakost, jejíž byla zakládající členkou a od počátku čestnou předsedkyní. Její jméno nese Cena Anežky Žaludové, kterou od roku 1998 Česká společnost pro jakost každoročně oceňuje osoby, jež se mimořádným způsobem zasloužily o rozvoj péče o kvalitu v Česku.

## Životopis
Narodila se v Kilwinningu ve Skotsku. Vystudovala matematiku a fyziku na univerzitě v Glasgow. Studium dokončila v roce 1941 a následně na univerzitě pracovala na katedře matematiky; v roce 1946 získala doktorát.
Klíčové pro její pozdější život a práci v Československu bylo seznámení s budoucím manželem před koncem roku 1941. František Herbert Žalud, čerstvý absolvent strojního inženýrství, pocházel z židovské obchodnické rodiny v Čechách. V září 1938 těsně před mnichovskou dohodou a zabráním pohraničí opustil Československo. Ve Spojeném království vystudoval Technical College, poté pracoval jako konstruktér a koncem roku 1944 nastoupil do československé armády. Svatba byla v květnu 1945, deset dní po válce, následně se rozhodli žít v Československu. Oba se zapojili do pracovního, odborného i veřejného dění. Díky tomu pak v na tehdejší dobu mimořádné míře cestovali, účastnili se vrcholných mezinárodních odborných akcí, stýkali se a komunikovali se zahraničními odborníky. Při tom nezanedbávali rodinný život, vychovali dvě dcery, Marylu a Irenu.
Zemřela nečekaně při návštěvě Spojeného království v Londýně v lednu 1999.

## Práce
Jejím prvotním zaměřením byla aplikace matematicko-statistických metod v průmyslu, celkově pak široká oblast managementu kvality: terminologie (mj. byla v letech 1980–1993 předsedkyní názvoslovné komise EOQC/EOQ), technická normalizace (mj. byla dlouholetou předsedkyní TNK 6 při ČSNI/ČNI, nyní ČAS), TQM, ekonomika kvality atd. Důležité byly její aktivity a kontakty na mezinárodním poli, zejména v období před rokem 1989, kdy přinášela jinak nesnadno dostupné poznatky, literaturu, kontakty a prestiž.
Uvádí se, že výčet jejích prací a publikací obsahuje více než 70 výzkumných zpráv, 180 odborných článků, asi 280 přednášek na konferencích, seminářích a postgraduálních kurzech, skripta atd. V některých případech byl spoluautorem i její manžel František Žalud.

## Ocenění
- čestná členka Evropské organizace pro kvalitu EOQ
- čestná předsedkyně České společnosti pro jakost ČSJ
- členka Mezinárodní akademie pro kvalitu IAQ[11]
- EOQC/EOQ Best Paper Awards1981[12]